# 甘崎結依梨
甘崎 結依梨（かんざき ゆいり、2008年8月12日 - ）は、女性アイドルグループ「Ma'Scar'Piece」のメンバー。

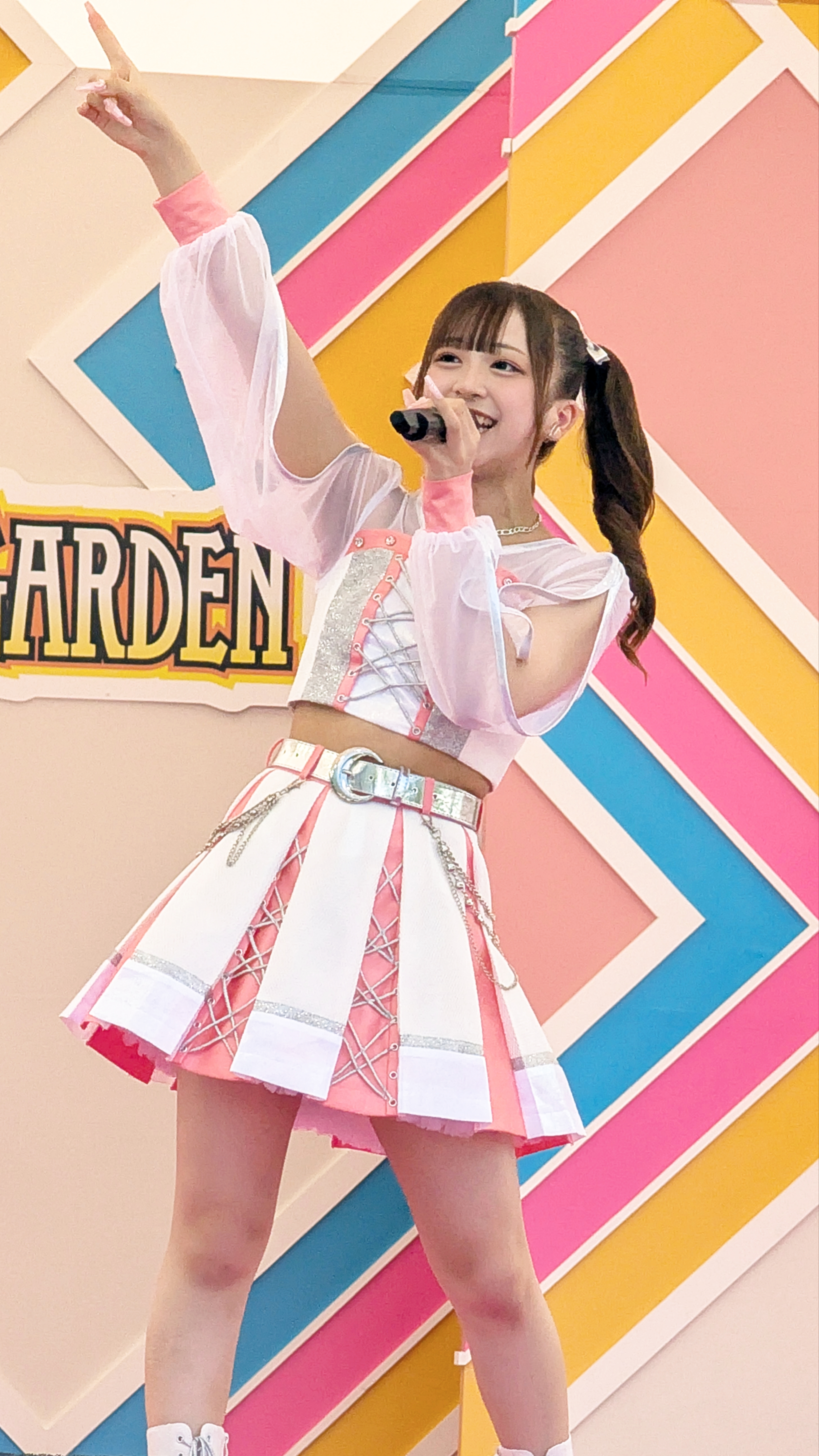

## 来歴
愛知県出身。
2024年に行われたアイドル発掘オーディション『TIF de Debut2024 supported by Denonbu（電音部）』に合格。
キャラクタープロジェクト・電音部のキャラクター「明前魅音」役として声優デビュー。
8月3日に「TOKYO IDOL FESTIVAL 2024」にてデビュー。。
2025年8月3日にMa'Scar'Pieceデビュー1周年。

## 人物
趣味はダンス、ひとりカラオケ、ガチャガチャ。特技はどうぶつの森の声まね、多種類ジャンルのダンス、シャッフルダンス、高速振り覚え。
ヒップホップ、ガールズヒップホップ、ジャズファンク、ジャズ、ワック、フリースタイルなど、幅広いジャンルを踊る事ができる。

## 作品
→Ma'Scar'Pieceとしての楽曲については「Ma'Scar'Piece#作品」を参照

## 出演
→Ma'Scar'Pieceとしての出演については「Ma'Scar'Piece#ライブ・イベント出演」を参照